# Richard Falck
Richard Falck, född 7 maj 1873 i Landeck i Västpreussen, död 1 januari 1955 i Atlanta, Georgia, var en tysk botaniker.
Richard Falck blev filosofie doktor vid universitetet i Breslau 1901 och assistent vid dess växtfysiologiska laboratorium, chef för dess mykologiska laboratorium 1906 samt professor i teknisk mykologi vid skogshögskolan i Hannovers-Münden 1911. Falck, som på grund av det politiska läget måste lämna sin befattning 1934, var närmast därefter verksam i Jerusalem, blev 1938 vetenskaplig medarbetare vid institutet för skogsforskning i Warszawa och 1941 chef för laboratoriet för skydd av skogsträd vid den nya botaniska trädgården i Moskva. Falck behandlade i ett flertal arbeten svampars fortplantning och sporspridning samt basidsvamparnas betydelse för skogsmarkens humusbildning. Han utgav även de omfattande monografierna Die Lenzitesfäule des Coniferenholzes (i Hausschwammforschungen, 3, 1909) och Die Meruliusfäule des Bauholzes  (i Hausschwammforschungen, 6, 1912).